# 174 Федра
174 Федра (174 Phaedra) — астероїд головного поясу, відкритий 2 вересня 1877 року.